# Thermohydraulik
Unter Thermohydraulik versteht man eine wissenschaftlich-technische Querschnittsdisziplin, die auf den Prinzipien der Thermodynamik und der Fluidmechanik basiert und die Wärmeübertragung auf Flüssigkeitsströmungen untersucht und umgekehrt.

## Anwendungen
Anwendungen finden sich beispielsweise in der Kraftwerkstechnik, dort in der Kerntechnik. Die Thermohydraulik ist genau genommen Teil des Designs von Kernreaktoren bzw. Kernkraftwerken. Verwandte Begriffe sind auch die Kernenergetik. Verwandte Technik siehe auch Dampferzeuger.